# Зак Дейлі
Зак Дейлі (англ. Zach Dailey; нар. 14 листопада 1981) — колишній американський тенісист.
Найвищу одиночну позицію світового рейтингу — 682 місце досяг 17 жовтня 2005, парну — 1068 місце — 18 вересня 2006 року.

## Титули ITF Ф'ючерс

### Парний розряд: (1)
| Ранг | Дата     | Турнір                 | Покриття | Партнер  | Суперники              | Рахунок          |
| ---- | -------- | ---------------------- | -------- | -------- | ---------------------- | ---------------- |
| 1.   | Жов 2005 | Мексика F14, Монтеррей | Тверде   | Трой Ган | Ісії Яокі Міяо Дзьодзі | 6–4, 5–7, 7–6(4) |